# أرفيداس نوفايكوفاس
أرفيداس نوفايكوفاس (18 ديسمبر 1990 ليتوانيا - ) هو لاعب كرة قدم ليتواني، يلعب كمهاجم.

## روابط خارجية
- أرفيداس نوفايكوفاس على موقع الاتحاد الدولي (مؤرشف)  (الإنجليزية)
- أرفيداس نوفايكوفاس على موقع الاتحاد الأوربي (الإنجليزية)
- أرفيداس نوفايكوفاس على موقع اتحاد تركيا (لاعب) (الإنجليزية)
- أرفيداس نوفايكوفاس على موقع قاعدة بيانات كرة القدم.إي يو (الإنجليزية)
- أرفيداس نوفايكوفاس على موقع ناشيونال فوتبول تيمز (الإنجليزية)
- أرفيداس نوفايكوفاس على موقع Soccerbase.com (لاعب) (الإنجليزية)
- أرفيداس نوفايكوفاس على موقع Soccerway.com (الإنجليزية)
- أرفيداس نوفايكوفاس على موقع عالم كرة القدم.نت (الإنجليزية)